# Billings megye
Billings megye az Amerikai Egyesült Államokban, azon belül Észak-Dakota államban található. Megyeszékhelye és legnagyobb városa Medora. Lakosainak száma 945 fő (2020. április 1.). Billings megye McKenzie, Dunn, Stark, Slope és Golden Valley megyékkel határos.

## Népesség
A megye népességének változása:
| Lakosok száma | 771  | 830  | 904  | 874  | 936  | 945  |
|               | 2010 | 2011 | 2012 | 2013 | 2015 | 2020 |